# Yi (vase)

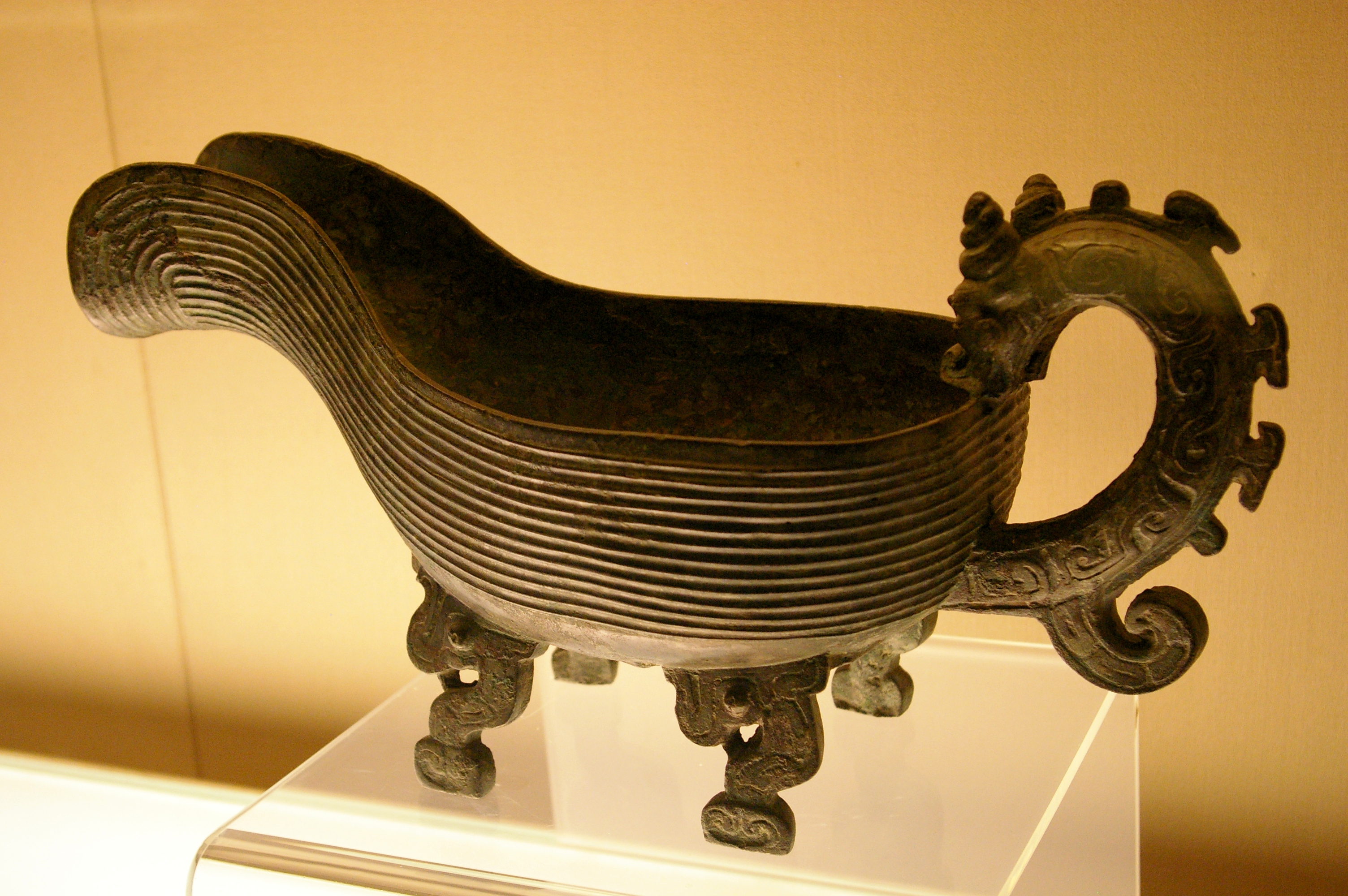
Un yi dans les collections du Musée de Shanghai.

Un yi est un type ancien de vase chinois en bronze. Ayant la forme d'une demi-gourde munie d'une anse ayant souvent la forme d'un dragon, il est généralement supporté par quatre pieds. Il est possible que les Yi servaient au lavage des mains avant les rituels tels que les sacrifices.